# رولاند هوفر
رولاند هوفر (بالإيطالية: Roland Hofer)‏ هو لاعب هوكي الجليد إيطالي، ولد في 24 يونيو 1990 في ستيرزنج في إيطاليا.

## وصلات خارجية
- رولاند هوفر على موقع EliteProspects.com (الإنجليزية)
- رولاند هوفر على موقع HockeyDB.com (الإنجليزية)